# 鼻白蟻科
鼻白蟻科（學名：Rhinotermitidae）是土木两栖白蚁。鼻白蟻科取食木材，可對木製品及建築物造成可觀的傷害。鼻白蟻科大約有345種，其中臺灣家白蟻 (Coptotermes formosanus )、格斯特家白蟻 (Coptotermes gestroi ) 及黃肢散白蟻 (Reticulitermes flavipes )為重要害蟲。

## 形态
头有囟，触角13～25节，前胸背板平坦，窄于头，足跗节4节，爪缺中垫，尾须2节。有翅成虫和工蚁左上颚有3枚缘齿，右上颚有2枚缘齿，其第1缘齿有亚缘齿，第2缘齿后缘长于臼齿板长，有翅成虫有单眼，前翅鳞大于后翅鳞，并相互重叠，翅膜有横脉，呈网状。

## 分布
本科的起源中心在东洋区，大部分分布在东洋区，有些属则分布于新热带区、埃塞俄比亚区和澳洲区，有些属的种类在湿度较低的北半球亦能生活、建群，由此可见本科是一个分布非常广泛的类群

## 亞科和屬
- 家白蚁亚科 Coptotermitinae Holmgren, 1910 
  - 家白蟻屬 Coptotermes
- 异白蚁亚科 Heterotermitinae Froggatt, 1897 (同物異名 Leucotermitinae Holmgren, 1910a)
  - 異白蟻屬 Heterotermes
  - 散白蟻屬 Reticulitermes
  - 蔡白蚁属 Tsaitermes Li & Ping, 1983，为散白蚁属（Reticulitermes）的异名
- 原鼻白蚁亚科 Prorhinotermitinae Quennedey & Deligne, 1975
  - 原鼻白蟻屬 Prorhinotermes
- Psammotermitinae Holmgren, 1911
  - Psammotermes
- 鼻白蚁亚科 Rhinotermitinae Froggatt, 1897 
  - Acorhinotermes
  - Dolichorhinotermes
  - Macrorhinotermes
  - Parrhinotermes
  - 鼻白蟻屬 Rhinotermes
  - 长鼻白蚁属 Schedorhinotermes
- Termitogetoninae Holmgren, 1910
  - Termitogeton
- 地位未定
  - †Zophotermes